# Chiese parrocchiali medievali di York
Nel 1300 York aveva circa quarantacinque pievi. Venti di queste sono sopravvissute, in tutto o in parte, e dodici sono attualmente utilizzate per il culto. 

## Chiese medievali esistenti

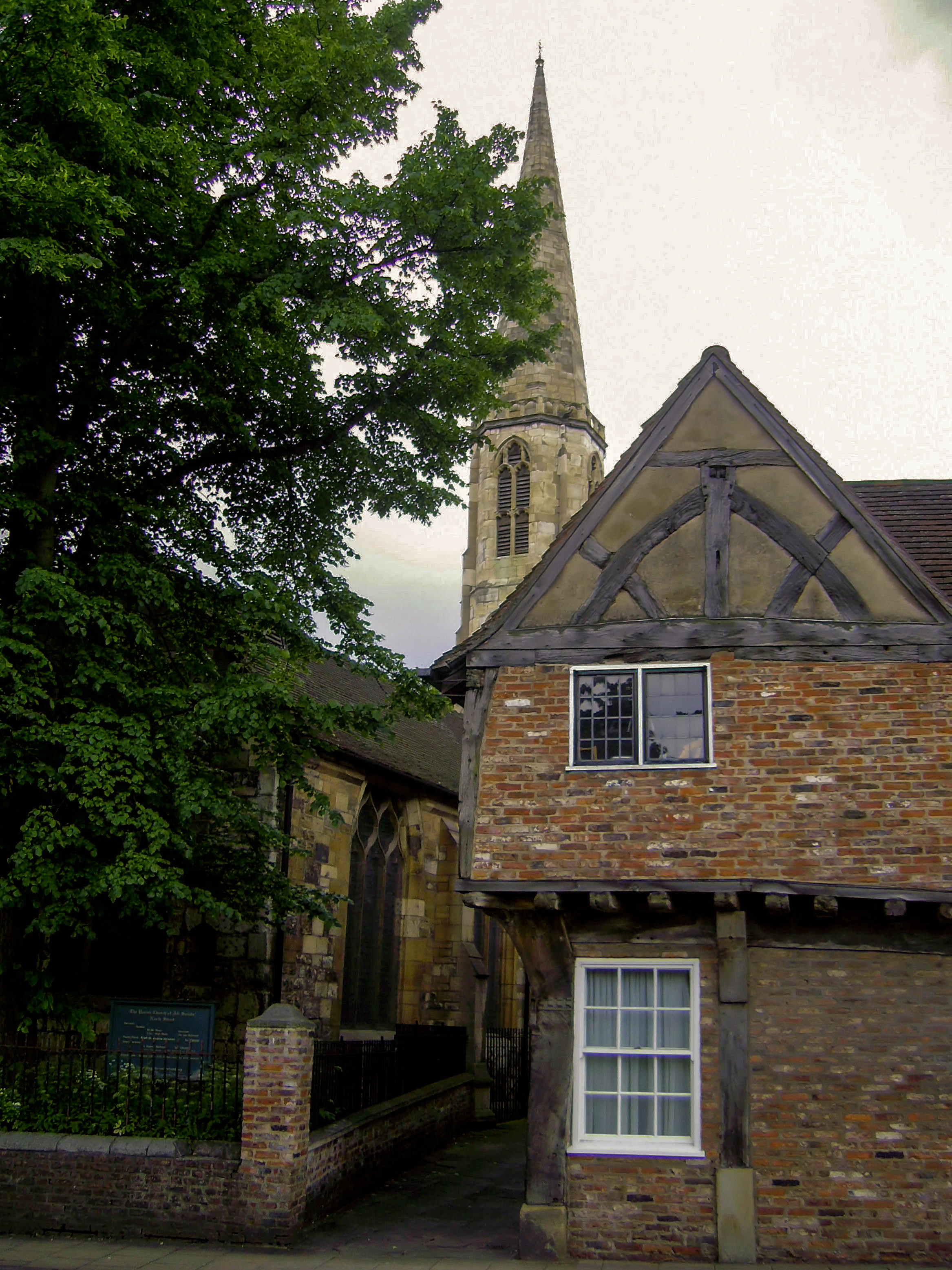
All Saints, North Street

- Chiesa di All Saints a North Street[1]

- Chiesa della Holy Trinity, a Goodramgate[2]

- Chiesa della Holy Trinity Priory, a Micklegate

- Chiesa di Saint Andrew, a Saint Andrew gate

- Chiesa della Saint Crux, a Pavement

- Chiesa di Saint Cuthbert, a Peaseholme Green

- Chiesa di Saint Denys, a Walmgate

- Chiesa di Saint Helen, a Stonegate[3]

- Chiesa di Saint John, a Micklegate

- Chiesa di Saint Lawrence, a Lawrence Street

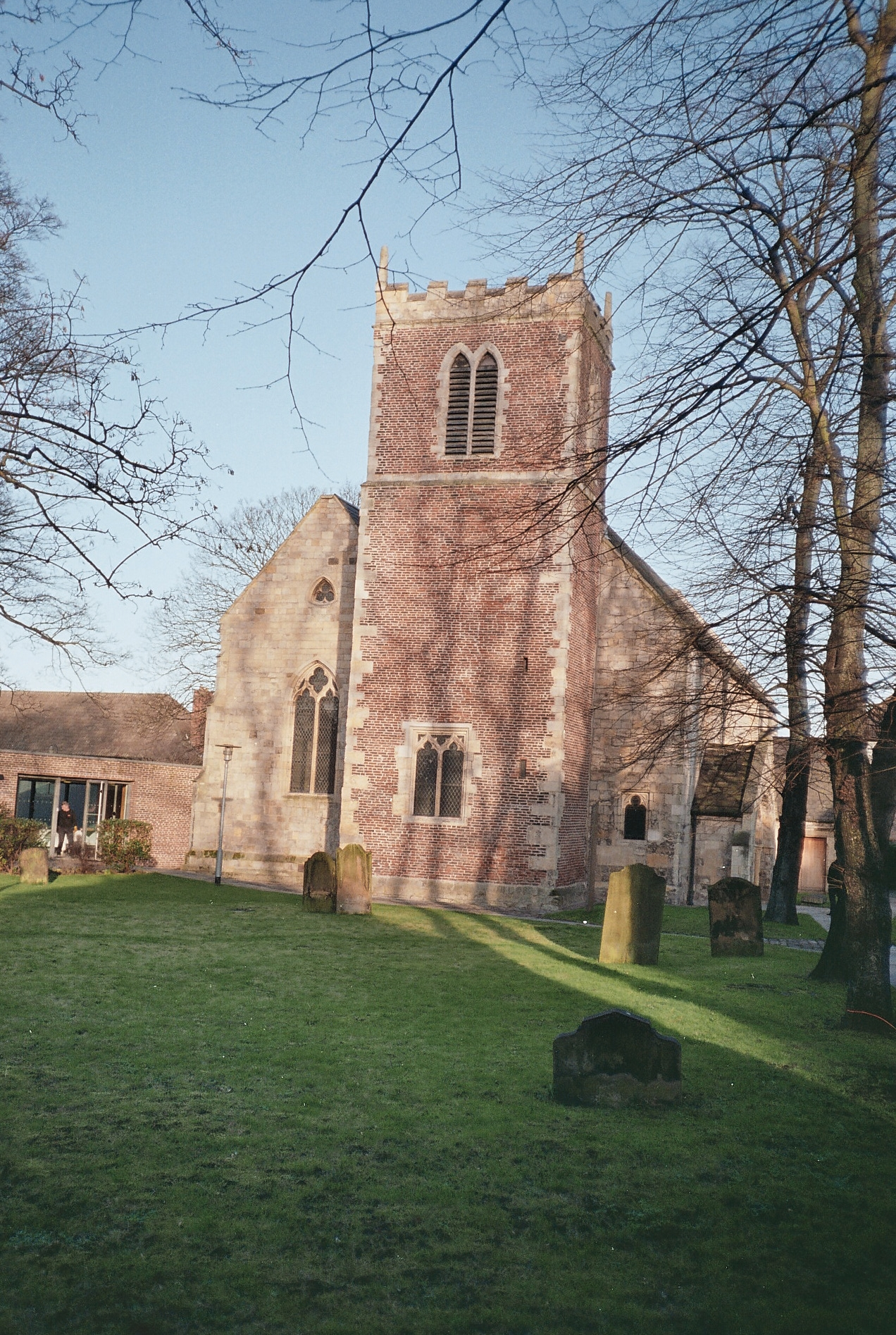
Chiesa di Saint Margaret, a Walmgate

- Chiesa di Saint Margaret, a Walmgate

- Chiesa di Saint Martin a Coney Street[4]

- Chiesa di Saint Martin-cum-Gregory

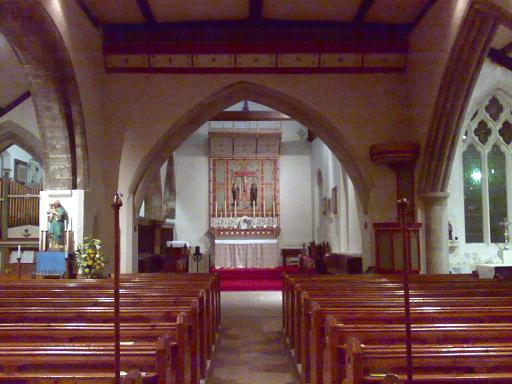
Chiesa di Saint Mary a Bishophill Junior

- Chiesa di Saint Mary a Bishophill (chiesa nuova)[5]

- Chiesa di Saint Mary, a Castlegate

- Chiesa di Saint Michael, a Spurriergate

- Chiesa di Saint Michael-le-Belfrey, a High Petergate

- Chiesa di Saint Olave, a Marygate

- Chiesa di Saint Sampson, a Church Street

- Chiesa del Saint Saviour, a Saint Saviour gate

## Chiese medievali distrutte
- Chiesa di All Saints, a Fishergate: situata a sud di Paragon Street
- Chiesa di All Saints, a Peasholme Green
- Chiesa della Holy Trinity (nota anche come Christ Church), a King's Court
- Chiesa di Saint Andrew, a Fishergate
- Chiesa di Saint Benet, a Patrick Pool
- Chiesa di Saint Clement, a Clementhorpe
- Chiesa di Saint Edward, a Lawrence Street
- Chiesa di Saint George, a Fishergate
- Chiesa di Saint Giles, a Gillygate
- Chiesa di Saint Gregory, a Barker Lane, demolita nel XVI secolo
- Chiesa di Saint Helen, a Fishergate
- Chiesa di Saint Helen on the Walls, ad Aldwark
- Chiesa di Saint John-del-Pyke
- Chiesa di Saint John, a Hungate, soppressa nel 1586.
- Chiesa di Saint Mary ad Valvas
- Chiesa di Saint Mary, a Bishophill (chiesa vecchia), demolita nel 1963. Alcuni monumenti che conteneva e altri oggetti furono portati nella chiesa di Saint Clements, a Scarcroft Road, e alcune parti della costruzione furono riuitilizzate nella chiesa del Holy Redeemer a Boroughbridge Road
- Chiesa di Saint Mary, a Layerthorpe
- Chiesa di Saint  Mary, a Walmgate
- Chiesa di Saint Maurice, a Monkgate. Demolita nel 1876 e sostituita da una nuova chiesa, anche questa venne demolita nel 1966. Parte del suo cimitero si vede ancora nella parte centrale di Lord Mayor's Walk.
- Chiesa di Saint Michael-without-Walmgate
- Chiesa di Saint Nicholas, a Lawrence Street. Parte del Saint Nicholas's Hospital, del XII secolo. Sopravvisse fino all'assedio di York del 1644, quando fu gravemente danneggiata dai bombardamenti.  lord Fairfax fece riutilizzare il suo portale normanno nella chiesa di Saint Margaret a Walmgate. Gli altri resti della chiesa furono riutilizzati o rubati.
- Chiesa di Saint  Peter-le-Willows, a Walmgate
- Chiesa di Saint Peter-the-Little, a Peter Lane.  Nel 1548 fu proposto che la parrocchia fosse riunita con quella della chiesa di All Saints a Pavement e l'anno seguente la chiesa fu venduta a Miles Newton di York, che la cita nel suo testamento del 1550 come "dissolved". L'unione delle due parrocchie non venne accettata dai parrocchiani fino al 1583 e la chiesa fu ufficialmente soppressa solo nel 1586.
- Chiesa di Saint Stephen, a Fishergate
- Chiesa di Saint Wilfrid, a Blake Street. Soppressa nel 1585.  Il nome venne riutilizzato nel 1760 per una cappella cattolica in un sito differente e nel 1802 fu ricostruita in Duncombe Place, dove si trova l'attuale chiesa cattolica di Saint Wilfrid, che la sostituì nel 1862-1864.